# Unione Sportiva Sangiovannese 1974-1975
Questa voce raccoglie le informazioni riguardanti l'Unione Sportiva Sangiovannese nelle competizioni ufficiali della stagione 1974-1975.

## Rosa
| N. |                      | Ruolo | Calciatore         |
| -- | -------------------- | ----- | ------------------ |
|    | Italia (bandiera)    | D     | Alessandro Campani |
|    | Argentina (bandiera) | P     | Walter Ciappi      |
|    | Italia (bandiera)    | D     | Nicandro Contadini |
|    | Italia (bandiera)    | D     | Luciano De Luca    |
|    | Italia (bandiera)    | A     | Gianluca De Ponti  |
|    | Italia (bandiera)    | C     | Luciano Facchini   |
|    | Italia (bandiera)    | P     | Antonio Izzo       |
|    | Italia (bandiera)    | D     | Bruno Macchia      |
|    | Italia (bandiera)    | D     | Nello Menciassi    |
|    | Italia (bandiera)    | A     | Ivo Perissinotto   |

| N. |                   | Ruolo | Calciatore          |
| -- | ----------------- | ----- | ------------------- |
|    | Italia (bandiera) | C     | Antonio Quirini     |
|    | Italia (bandiera) | C     | Luciano Ravenni     |
|    | Italia (bandiera) | A     | Gildo Rizzato       |
|    | Italia (bandiera) | D     | Marco Romolini      |
|    | Italia (bandiera) | C     | Giovanni Tognaccini |
|    | Italia (bandiera) | A     | Marco Vastini       |
|    | Italia (bandiera) | D     | Alessandro Verdiani |
|    | Italia (bandiera) | C     | Luciano Zanardello  |
|    | Italia (bandiera) | C     | Carlo Zanchini      |